# Nicolae Ionescu (politician)
Nicolae Ionescu (n. 10 iunie 1944) este un fost deputat român în legislatura 1996-2000, ales în județul Argeș pe listele partidului PUNR. Nicolae Ionescu a fost membru în grupurile parlamentare de prietenie cu Republica Lituania, Albania, Republica Austria și Republica Coreea.